# Administración autónoma Turca de Chipre
La Administración Autónoma Turca de Chipre  (en turco: Otonom Kıbrıs Türk Yönetimi) era el nombre de una administración de facto establecida por los turcochipriotas en el actual norte de Chipre inmediatamente después de la invasión turca de Chipre en 1974.
El primer "comité ejecutivo" de la administración asumió el cargo el 26 de agosto de 1974, pero la administración se estableció oficialmente el 1 de octubre de 1974. La decisión de establecerlo fue "necesaria por el reflejo político del cambio social masivo en la isla". El comité ejecutivo fue reemplazado por el primer gabinete turcochipriota el 8 de octubre de 1974. La administración mantuvo el norte de Chipre en un estado de emergencia hasta el 20 de diciembre de 1974.
La administración era nominalmente autónoma bajo la República de Chipre, con la constitución de la república vigente. El presidente, Rauf Denktaş, fue llamado "Vicepresidente y Presidente de la Administración Autónoma Turca de Chipre", en referencia al puesto de vicepresidente reservado a los turcochipriotas en la república. Los miembros del parlamento también mantuvieron sus posiciones anteriores, representando distritos como Paphos, que ahora estaban en el sur.
A los tres meses de su establecimiento, la administración creó cuatro nuevos ministerios para satisfacer las demandas, estos fueron el Ministerio de Energía, el Ministerio de Planificación y Coordinación, el Ministerio de Refugiados y Rehabilitación y el Ministerio de Turismo.
Según Andrew Borowiec, el funcionamiento inmediato de la administración se vio obstaculizado por la fuerte presencia militar en su territorio. El 30 de agosto, cuando recientemente se había establecido extraoficialmente la administración, se informó de que había 17 bloqueos de carreteras entre Famagusta y Nicosia.

## Economía
El ministro de Trabajo y Obras Sociales de la administración fue İsmet Kotak. La administración reorganizó la aduana del puerto de Famagusta para después reabrirlo el 6 de septiembre de 1974. Inicialmente, la libra chipriota se utilizó como moneda, pero la ruptura con el banco central chipriota y las dificultades monetarias resultantes llevaron a la administración a cambiar a la lira turca. El Aeropuerto Internacional de Ercan, entonces llamado Aeropuerto de Tymbou, se abrió a vuelos chárter y se exportaron unas 75.000 toneladas de cítricos cultivados en el territorio. Se procuró reabrir los establecimientos turísticos cerrados, y se reabrieron nueve hoteles hasta noviembre de 1974. Con la ayuda de Turkish Airlines, se estableció Chipre Turkish Airlines e inició vuelos a Turquía en enero de 1975.
La administración recibió una gran ayuda económica y administrativa de Turquía, que llevó a cabo programas de desarrollo encabezados por el embajador, Ziya Müezzinoğlu, y capacitó a oficiales turcochipriotas. Bajo estos programas, Ziraat Bank de Turquía funcionó como el banco central bajo la administración. Las conexiones del norte de Chipre se establecieron a través de Turquía, incluido el correo y las líneas telefónicas, y se estableció un nuevo sistema postal, con los oficiales capacitados por sus homólogos turcos. Las granjas y el ganado que dejaron los grecochipriotas se "reintegraron" en la economía. Se establecieron dos granjas estatales, una en Famagusta y otra en Morphou. Más de 100 fábricas en el territorio se incorporaron a una empresa pública.

## Sociedad
La administración permitió que el personal militar turco que participó en la invasión obtuviera la ciudadanía turcochipriota y se estableciera en el norte de Chipre. Se supervisó el reasentamiento de los turcochipriotas desplazados del sur.
Andrew Borowiec escribió que Turquía anunció planes para asentar a 5000 trabajadores agrícolas en la isla para recuperar las posesiones rurales abandonadas de los grecochipriotas. Esto dio lugar a acusaciones de griegos y grecochipriotas de que Turquía estaba cambiando deliberadamente la estructura demográfica de Chipre.